# Nathalie Marquay
Pour les articles homonymes, voir Marquay et Pernaut (homonymie).
 (mars 2022).
Si vous disposez d'ouvrages ou d'articles de référence ou si vous connaissez des sites web de qualité traitant du thème abordé ici, merci de compléter l'article en donnant les références utiles à sa vérifiabilité et en les liant à la section « Notes et références ».
Nathalie Marquay-Pernaut est une reine de beauté, comédienne, animatrice et chroniqueuse de télévision française, née le 17 mars 1967 à Comines (Nord).
Élue Miss Alsace 1986, puis Miss France 1987, elle est la 57e Miss France à porter ce titre. Elle a également été la 6e dauphine de Miss Monde en 1987.

## Biographie

### Miss Alsace
Nathalie Marquay est tout d'abord élue Miss Alsace 1986 au palais Beau Bourg à Blotzheim (Haut-Rhin), titre la qualifiant pour l'élection de Miss France 1987 qui a lieu à Paris le 31 décembre 1986.

### Miss France 1987
L'élection de Miss France 1987 est la première élection retransmise à la télévision. Elle se déroule au studio 15 des Buttes Chaumont à Paris, diffusée en direct sur FR3 dans le cadre d'une grande soirée intitulée C'est demain 87 et présentée par Guy Lux. Les téléspectateurs et les auditeurs sont invités à voter par téléphone au standard d'Europe 1, radio partenaire de l'événement. Céleste Prior est chargé d'annoncer les résultats.
Nathalie Marquay est élue Miss France à 19 ans. Elle est donc la première Miss France élue à la télévision et succède à Valérie Pascal, Miss France 1986.
L'élection de Miss France a connu un cafouillage de la régie d'Europe 1 lors de la désignation des dauphines et de Miss France par Céleste, provoquant la colère de Guy Lux et moult remous dans le public qui crie lorsque Miss Réunion est désignée 2e dauphine. Durant quelques minutes la  confusion règne lors de la désignation des dauphines, avec, en plus, le départ volontaire et précipité de la 4e dauphine, Miss Lille-Métropole, Caroline Charles, mécontente du résultat. Après avoir finalement désigné Joëlle Ramyead (Miss Réunion) 1re dauphine, Céleste annonce que Nathalie Marquay, Miss Alsace est élue avec 42,2 % des voix. Celle-ci, qui est encore dans les coulisses, revient sur le plateau sous les sifflets et huées du public. Tandis que Valérie Pascal lui passe l'écharpe et que Geneviève de Fontenay lui pose la couronne, Guy Lux parle d'une « élection houleuse » et dénonce l'attitude du public. « Ce n'est pas très gentil de la part de (nos) ami(e)s du public » car il trouve que « Miss Alsace est ravissante ». Il déclare que « même si Miss Réunion, semblait ici dans cette salle de 3 ou 400 personnes remporter les suffrages, nous n'avons pas à aller à l'encontre de milliers de voix d'auditeurs et de téléspectateurs (...) ». Geneviève de Fontenay annonce dans un même temps que le titre de 4e dauphine revient, et ce sans aucun suffrage du public, à Miss Lorraine à la place de la 4e dauphine élue en raison de son absence. Nathalie Marquay pose alors avec ses dauphines sur le podium, pour les photographes, tandis que Céleste confirme les résultats en l'absence de la 4e dauphine. Une pièce montée, créée pour l'occasion par un traiteur de Paris est amenée sur le plateau. Guy Lux propose à « Mademoiselle Miss Alsace » de « découper la première part de gâteau ». Cette séquence du palmarès de l'élection est souvent rediffusée dans les bêtisiers, rétrospectives de Miss France et autres zappings.

### Année de Miss France
Durant son année de Miss France, Nathalie Marquay a voyagé en Indonésie, aux États-Unis, au Royaume-Uni, aux Pays-Bas, en France métropolitaine et en outre-mer. Elle est accueillie par le Premier ministre Jacques Chirac lors de sa visite en Alsace.[réf. souhaitée]
Lors de son année de Miss France, Nathalie Marquay représente la France au concours Miss Univers le 27 mai 1987 à Singapour. Elle ne sera pas classée. Le 12 novembre 1987, au Royal Albert Hall de Londres, elle devient la 6e dauphine de Miss Monde 1987.[réf. souhaitée]
Le 31 décembre 1987, elle transmet son titre de Miss France à  Sylvie Bertin, Miss Bresse-et-Bugey élue Miss France 1988.

### Concours international
Le 17 juin 1988, alors qu'elle n'est plus  la Miss France en titre, Nathalie Marquay est demi-finaliste lors de l'élection de Miss International se déroulant à Gifu au Japon (classée dans le top 15).

### Télévision

#### Séries et téléfilms
Nathalie Marquay obtient ses premiers rôles dans des sitcoms sur TF1. En 1994, elle a interprété une miss dans Le Miel et les abeilles, une lutteuse dans Salut Les Musclés. Elle a fait plusieurs figurations dans Les Filles d'à côté (une maman, une sirène, une sportive) et est apparue dans Les Garçons de la plage.
Elle joue en 1994 dans La Veuve Noire, un téléfilm érotique faisant partie de la série Aphrodisia qui est diffusée sur M6. En octobre 2005, un article avec des photos consacré à sa participation à cette série, est publié par le magazine Voici.
Elle joue ensuite dans les sitcoms de TF1 La Croisière foll'amour puis dans Les Vacances de l'amour en 2000 où elle incarne la mère de Paul.
En 2001, elle apparaît dans 2 épisodes la série 72 heures dans laquelle elle interprète Mona et la doublure de Natacha. En 2002, elle apparait dans un épisode de la série policière Navarro[réf. nécessaire].
De 2001 à 2008, elle incarne Monica, la secrétaire de Caroline dans les saisons 7 à 14 de la série Sous le soleil sur TF1. De mars 2013 à février 2014, elle incarne Jeanne dans la saison 1 de la série télévisée Sous le soleil de Saint-Tropez diffusée sur TMC.

#### Émissions
Nathalie Marquay a été 5 fois jurée de l'élection de Miss France : élection de Miss France 1992 sur FR3, Miss France 1993 sur France 3 ; Miss France 1997, Miss France 2014 et Miss France 2021 sur TF1.
Elle a participé 4 fois au jeu Fort Boyard sur France 2 : 
- En 2004 avec Arnaud Gidoin, Jean-Luc Lemoine, Olivier Kapo, Églantine Éméyé, Shirley Bousquet pour l'association Dessine moi un mouton.
- En 2011, elle joue avec les anciennes Miss France Alexandra Rosenfeld, Chloé Mortaud, Malika Ménard, la Miss France en titre 2011 Laury Thilleman et le journaliste et chroniqueur Christophe Beaugrand en faveur du Mécénat Chirurgie Cardiaque.
- En 2015, elle est aux côtés de Marc-Emmanuel Dufour, Erika Moulet, Christophe Dominici, Denis Maréchal et Martin Bazin en faveur de l'association Imagine for Margo.
- En 2021, elle est dans l'équipe d'Agathe Lecaron, Brahim Asloum, Benjamin Muller, Nicole Ferroni, Marie Perarnau pour La Maison des femmes.

En juin 2005, elle est finaliste (classée 4e) de l'émission de téléréalité la Ferme Célébrités 2 sur TF1. Elle a joué en faveur de l'association Ti'toine.
En 2005, 2009 et 2014, elle participe au Qui veut gagner des millions ? spéciale associations, notamment avec son mari Jean-Pierre Pernaut.
En 2006, elle anime cinq numéros de l'émission 101 stars et leur incroyable changement de silhouette sur la chaîne de télévision E Entertainement!, puis exerce sur la chaîne Demain TV où elle anime en 2007-2008 La Haute-Marne, c'est déjà demain.
En 2008, elle assure une chronique « beauté »  sur la chaîne IDF1.
Le 8 décembre 2012, elle apparaît lors du défilé final de l'élection de Miss France 2013 retransmise en direct sur TF1.
Le 25 février 2015, elle remporte face à Véronique Genest Le Grand Match des années 80, présenté par Julien Courbet et diffusé en prime-time sur D8. Sur la même chaîne, la même année, elle est chroniqueuse dans Touche pas à mon poste !.
Sur C8, elle est chroniqueuse dans C'est que de la télé de 2018 à 2020 puis dans TPMP ! ouvert à tous et Touche pas à mon poste ! depuis 2020.
Après avoir participé en novembre 2020 à la photo des anciennes Miss France pour célébrer les 100 ans du concours, elle fait partie du jury de l'élection de Miss France 2021[réf. nécessaire] qui se déroule au Puy du Fou et retransmise en direct sur TF1.
En février 2021, elle participe à l'émission Stars à nu sur TF1, aux côtés de la YouTubeuse Lola Dubini, la danseuse Inès Vandamme, l'animatrice Anaïs Grangerac et les anciennes Miss France Linda Hardy et Maëva Coucke.

## Synthèse des émissions

### Télévision

#### Participante/candidate
- 1986 : Élection de Miss France 1987 (dans l'émission C'est demain 87) sur FR3 : gagnante (élue Miss France)
- 1991, 1992, 1996, 2013, 2020 : Élection de Miss France sur FR3 / France 3 puis TF1 : jurée
- 2004, 2011, 2015, 2021 : Fort Boyard sur France 2 : candidate
- 2005 : La Ferme Célébrités 2 sur TF1 : finaliste
- 2009, 2014, 2020 : Qui veut gagner des millions ? sur TF1 : candidate avec Jean-Pierre Pernaut
- 2015 : Le Grand Match des années 80 sur D8 : candidate
- 2015 : Le Maillon faible sur D8 : candidate
- 2015 : À prendre ou à laisser, spécial Miss France sur D8 : candidate
- 2018 : Strike sur C8 : participante
- 2021 : Stars à nu sur TF1 : participante
- 2021 : Les Reines du shopping (Spécial Miss France) sur M6 : candidate
- 2023 : Les Traîtres (saison 2) sur M6 : candidate
- 2024 : 100 % logique sur France 2 : candidate
- 2025 : The Island : l’île du bagne sur M6 : candidate
- 2025 : The Power 2 sur W9 : candidate

#### Animatrice
- 2006 : 101 stars et leur incroyable changement de silhouette sur E Entertainement! : animatrice
- 2007-2008 : La Haute-Marne, c'est déjà demain sur Demain Tv : animatrice

#### Chroniqueuse
- 2008 : JJDA : Jacky Journal d'Aujourd'hui sur IDF1 : chroniqueuse
- 2015 et 2020-2022 : Touche pas à mon poste ! sur D8 puis C8 : chroniqueuse
- 2018-2020 : C'est que de la télé sur C8 : chroniqueuse
- 2020 : TPMP ! ouvert à tous sur C8 : chroniqueuse

### Radio
- Depuis 2025 : Le Réveil Collector sur Forum : coprésentatrice avec Lionel Guillaume

## Filmographie

### Cinéma
- 1994 : Red Eagle, film de Jim Godard, avec Timothy Dalton : une serveuse[réf. nécessaire]
- 2001 : Trois zéros, film de Fabien Onteniente : apparition

### Télévision
- 1994 : Le Miel et les abeilles (TF1) : une Miss
- 1994 : Salut Les Musclés (TF1) : une lutteuse
- 1994 : Les Filles d'à côté (TF1) : plusieurs personnages (une mère, une sirène et une sportive)
- 1994 : Les Garçons de la plage (TF1) : une jeune fille
- 1996 : La Croisière foll'amour (TF1) : une passagère
- 2000 : Les Vacances de l'amour (TF1) : La mère de Paul
- 2001-2009 : Sous le soleil (TF1) : Monica
- 2002 : Navarro[réf. nécessaire] (TF1)
- 2002 : 72 heures (TF1) : Mona
- 2013-2014 : Sous le soleil de Saint-Tropez (TMC) : Jeanne (saison 1)
- 2022 : Ils s'aiment… enfin presque ! (TF1) : Toinette

## Théâtre
En février 2010, elle débute au théâtre aux côtés d'Alil Vardar dans la pièce Un couple parfait, enfin presque ! qui tient l'affiche au Théâtre de la Grande Comédie jusqu'en juin 2010.[réf. souhaitée]
Coauteur de la pièce Piège à Matignon avec son mari Jean-Pierre Pernaut et le dramaturge Jean-Claude Islert, elle y joue le rôle principal aux côtés de Stéphane Slima de janvier 2012 à juin 2012, au théâtre du Gymnase puis au théâtre Daunou à Paris. Après le décès de Stéphane Slima en août 2012, elle reprend la tournée avec Michel Scotto di Carlo de janvier 2013 à juin 2013. Une autre tournée avec Philippe Risoli débute en septembre 2013. À partir de 2014, elle en assure la mise en scène.
En 2016, elle coécrit avec son mari Jean-Pierre Pernaut et Éric Le Roch la pièce Régime présidentiel dans laquelle elle joue. Il s'agit de la suite de Piège à Matignon. Une tournée avec Philippe Risoli, Éric Le Roch, Marie-Laure  Descoureaux et Clément Naslin débute en septembre 2017.
En 2020, elle joue dans la pièce Double jeu au théâtre du Gymnase (pièce de Brigitte Massiot, mise en scène Olivier Macé, avec Pierre Deny et Olivia Dutron).
En 2022, elle est sur scène au théâtre dans une pièce de Bruno Druart et Patrick Angonin Les tontons farceurs, avec entre autres Philippe Chevallier.
En 2023, elle joue dans la pièce de théâtre La Voie des femmes de Séverine Ferrer.
En 2024, elle est à l'affiche de la pièce Momentanément décédé de Hugo Rezeda, mise en scène par l'auteur, avec Urbain Cancelier et Pétronille Moss, notamment.

## Mannequinat
Nathalie Marquay est apparue dans des spots publicitaires pour du parfum et des produits alimentaires. Elle a fait des campagnes d'affichage notamment pour un opticien et un opérateur téléphonique[réf. nécessaire].

## Engagement associatif
Depuis 2003, elle est la marraine de l'association Ti'toine qui lutte contre la leucémie. Elle a défendu l'association dans la saison 2 de La Ferme Célébrités.
Elle est aussi la marraine du Collectif K et du Ruban de l'Espoir, deux associations qui luttent également contre le cancer.

## Vie privée
En 1997, à 30 ans, Nathalie Marquay est victime d'une leucémie durant plusieurs années.
Elle épouse en juin 2007 Jean-Pierre Pernaut (1950-2022), présentateur du journal télévisé de 13 heures sur TF1. Ils se sont rencontrés lors de l'élection de Miss France 2002, le 8 décembre 2001, à la salle de la Filature à Mulhouse alors qu'il était assis à côté d'elle dans le public. Le couple a eu deux enfants, Lou (née en 2002) et Tom (en 2003).
Son mari meurt le 2 mars 2022 des suites d’un cancer des poumons à l’âge de 71 ans.

## Sport automobile
Passionnée des sports extrêmes comme le saut à l'élastique ou la plongée, elle est également très active dans le sport automobile. En effet, elle participe à la Fun Cup et au Trophée Andros de course sur glace depuis 2005 avec son mari.[réf. souhaitée]
En 2009, elle se classe 3e du Trophée Andros Féminin.[réf. souhaitée]
En 2011, elle participe au championnat de France d'autocross au volant d'un sprint car (petit buggy) de division 1 féminine (deux roues motrices, moteur de moto de 600 cm3 de cylindrée).[réf. souhaitée]

## Ouvrages
Nathalie Marquay a écrit cinq ouvrages :
- Ma Bonne Étoile, éditions Michel Lafon, 2004.
- Le Cancer en face, éditions Michel Lafon, 2005  (ISBN 978-2749902357).
- Mes Secrets, éditions Michel Lafon, 2007  (ISBN 978-2749906409).
- Moi, j'y crois, Éditions Trédaniel, 2021.
- Un signe de toi. Son âme guide mes pas, Éditions Trédaniel, 2024.